# Jezierzyce Wielkie
Jezierzyce Wielkie (deutsch Groß Jeseritz) ist ein Ort in der Landgemeinde Jordanów Śląski (Jordansmühl) im Powiat Wrocławski der Woiwodschaft Niederschlesien in Polen.

## Lage
Jezierzyce Wielkie liegt etwa vier Kilometer südöstlich von Jordanów Śląski (Jordansmühl) und 34 Kilometer südlich von Breslau.

## Geschichte
Der frühere Ortsname Jeseritz könnte sich vom polnischen „Jezioro“ für See ableiten. Im Zuge der Ostkolonisation erhielt die Siedlung Deutsches Recht. Grundherr war bis 1841 das preußisch-königliche Domänen-Amt Rothschloß. Es gehörte zum piastischen Herzogtum Brieg das ein Lehen der Krone Böhmen war. Nach dem Tod des Herzogs Georg Wilhelm I. 1675 mit dem die Linie der Schlesischen Piasten erlosch, fiel Groß Jeseritz 1675 als erledigtes Lehen durch Heimfall an den böhmischen Landesherrn. Mit der Eroberung Schlesiens durch Preußen wurde Groß Jeseritz 1742 Teil des neu gegründeten Kreises Nimptsch und gehörte ab 1815 zur Provinz Schlesien. 1830 zählte Groß Jeseritz 49 Häuser, eine Freischoltisei, eine Torfstecherei und 290 Einwohner, davon 24 katholisch und der Rest evangelisch. 1845 waren es 47 Häuser, eine Freischoltisei, 336 Einwohner, davon 50 katholisch und der Rest evangelisch, eine evangelische Nebenschule von Jordansmühl mit einem Hilfslehrer, eine Windmühle, sieben Handwerker und sechs Händler. Evangelisch war Groß Jeseritz nach Jordansmühl und katholisch nach Rothschloß gepfarrt.
1874 wurde aus den Landgemeinden Dankwitz, Groß Jeseritz und Poseritz und deren Gutsbezirken der Amatsbezirk Dankwitz gebildet. Ab 1874 gehörte Groß Jeseritz zum Amtsbezirk Jordansmühl. Nach der Auflösung des Kreises Nimptsch 1932 wurde Groß Jeseritz dem neugeschaffenen Landkreis Reichenbach/Eulengebirge zugeteilt.
Als Folge des Zweiten Weltkriegs fiel Groß Jeseritz mit dem größten Teil Schlesiens 1945 an Polen. Nachfolgend wurde es in Jezierzyce Małe umbenannt. Die deutsche Bevölkerung wurde – soweit sie nicht schon vorher geflohen war – vertrieben. Die neu angesiedelten Bewohner stammten teilweise aus Ostpolen, das an die Sowjetunion gefallen war. Die neu angesiedelten Bewohner waren teilweise Zwangsumgesiedelte aus Ostpolen, das an die Sowjetunion gefallen war.

## Sehenswürdigkeiten
- Ehemaliges Wohnhaus Nr. 11 der Familien Winkler und Schneider, erbaut 1732, mit Satteldach und Giebeln, umgeben von landwirtschaftlichen Gebäuden aus dem 18. und 19. Jahrhundert.